# شاه ولی‌الله دهلوی
شاه ولی‌الله محدث دهلوی (زاده ۱۱۱۴ قمری/۱۷۰۳ میلادی – درگذشته ۱۱۷۶ قمری/۱۷۶۲ میلادی) یکی از مسلمانان شبه‌قاره هند بود. وی نوشته‌هایی درباره فقه و علم حدیث به زبان‌های فارسی و عربی دارد.

## دیدگاه
شاه ولی الله دهلوی خود را از اهل سنت و در فقه حنفی میدانست.
دهلوی هر چهار فقه اهل سنت را آموخته خوانده بود.
در اعتقاد دهلوی چنگ زدن به کتاب و سنت را در اولویت و واجب می‌دانست.
دهلوی هنگام اقامت دو ساله خود در حجاز توجه زیادی به حدیث داشت، و بخش اعظم وقت خود را در مجلس درس استادان حدیث سپری کرد، وی نگاه خود را درباره احادیث در همه آثار خود بیان کرده است.
دهلوی اشراف کاملی بر تفاسیر قرآن داشت.
در بخش احادیث نیز صحاح سته را اصلی ترین منابع می‌دانست اما در کنار آنها از مستدرک حاکم نیشابوری، سنن بیهقی، سنن دارقطنی، مسند ابوداود و طیالسی نیز نام برده است.

## هویت بخشی به مسلمانان
در هنگام زندگی شاه ولی‌الله، امپراطوری مسلمانان در شبه قاره هند فروپاشیده بود و مسلمانان هند از یک سو با فشار حاکمان محلیِ هندو و سیک، و از سوی دیگر با گسترش کمپانی هند شرقی بریتانیا رو به رو بودند. شاه ولی‌الله که نگران بود مسلمانان، علاوه بر شکست در سیاست و قدرت هند، در زمینه هویت و فرهنگ نیز راه زوال در پیش بگیرند تلاش کرد که با هویت دینی، مسلمانان را به ایستادگی در برابر ستم فرابخواند و چیستی آنان را از نابودی نجات دهد. بنابراین مانند همه جریان‌های هویت‌گرا، تمرکز خود را بر جدایی و تفاوت با دیگر گروه‌ها (چه مسلمان و چه غیر مسلمانان) و نه نقاط اشتراک و همانندی گذاشت. دیدگاه دیگرسازی او تا جایی بود که مسلمانان شیعه را نیز ناخودی می‌دانست.

## مذهب دیوبندی

### پیدایش
به پیروی از باورهای شاه ولی‌الله، پسر او، شاه عبدالعزیز (۱۷۴۶ – ۱۸۲۴) کتابی به نام تحفه اثناعشریه نوشت که پس از کتاب منهاج السنة النبویة نوشته ابن تیمیه، دومین ردیه بر مذهب شیعه و به زبان فارسی است.
۵۰ سال پس از شاه ولی‌الله، پیروان فکری او در مناطقی که امروزه شمال پاکستان است، جنبشی جهادی با آرمان برپایی خلافت برپا کردند که یکی از رهبران آن شاه اسماعیل (۱۷۸۱ – ۱۸۳۱) نوه شاه ولی‌الله بود. موضع‌گیری سیاسی تند در برابر استعمار بریتانیا بر هند باعث شد این گروه، هواداران زیادی به دست آورد. چند دهه پس از شکست این جنبش، پیروان شاه ولی‌الله به این نتیجه رسیدند توانی برای کامیابی در زمینه‌های نظامی و سیاسی ندارند. بنابراین راه محافظه‌کارانه دیگری در پیش گرفتند. در نیمه دوم سده ۱۹ (میلادی) یکی از علمای برجسته پیرو مکتب شاه ولی‌الله، شخصی به نام «محمدقاسم نانوتوی» در سال ۱۲۴۸ قمری (۱۸۶۷ میلادی) مدرسه «دیوبندی» را در ایالت اوتار پرادش بنیاد کند. آنها با راه‌اندازی مدرسه دارالعلوم را در شهر دیوبند تلاش کردند جلوی تماس فرزندان مسلمانان با علوم نامسلمانان را بگیرند و با تمرکز بر علوم سنتی بر تقویت هویت دینی تلاش کنند.
بزرگان مدرسه دارالعلوم دیوبند، شاه ولی‌الله دهلوی را بزرگ طریقت خود می‌دانند و در اصول عقاید از شیخ محمدقاسم نانوتوی، و در فروع از شیخ رشید احمد گنگوهی تقلید می‌کنند.

### واپس‌گرایی
مذهب دیوبندی هرگز دیدگاه محافظه‌کارانه خود را کنار نگذاشت و تلاش نکرد تغییرات جهان و ویژگی‌های پایه تمدن معاصر را دریابد. پیروان دیوبندی هرگز تلاش نکردند در رابطه خود با دیگر مسلمانان، مانند شیعه، معتزله، اسماعیلیه، و اخوان الصفا بازنگری کنند و یا آثار فیلسوفانی مانند فارابی، ابن سینا، و ابن رشد یا عارفانی مانند ابن عربی، مولوی، و سهروردی، یا متکلمانی مانند ابوبکر باقلانی و فخر رازی و دیگران را بخوانند. حتی هنگامیکه دانشمندان مسلمانی مانند سید احمد خان هندی، اقبال لاهوری، و سیدابوالاعلی مودودی، در اثر آشنایی با جهان امروز، دیدگاه‌های متفاوتی در فهم دین عرضه کردند دیوبندی‌ها به تندی به آنها حمله‌ور شدند.

## نوشته‌ها
الفوز الکبیر فی اصول التفسیر که به فارسی نوشته شده از مشهورترین آثار شاه ولی‌الله است. ترجمه‌ای که او از قرآن به فارسی کرده‌است فتح‌الرحمان نام دارد.
وی در کتاب حجة الله البالغة می‌گوید که پیام پیامبران اعتدال بود نه فقر و نه رفاه زیاد، و باید میان این دو حرکت کرد تا انسان هم بهره‌مند از نعمت‌های جهان باشد و هم از این بهره‌مندی به اندازه غفلت‌آفرینی نباشد که همه چیز فراموش شود و بدل به خودخواهی شود.

### فهرست
- حجة الله البالغة
- الفوز الکبیر فی أصول التفسیر
- حسن العقیدة